# La donna più odiata d'America
La donna più odiata d'America (The Most Hated Woman in America) è un  film del 2017 diretto da Tommy O'Haver. 
Film drammatico biografico americano sceneggiato dal regista con Irene Turner, presentato in anteprima mondiale a South by Southwest il 14 marzo 2017. Il film è stato distribuito il 24 marzo 2017 da Netflix.

## Trama
Madalyn Murray O'Hair è un'attivista atea i cui sforzi negli anni '60 portarono a una sentenza della Corte Suprema che vietò le letture ufficiali della Bibbia nelle scuole pubbliche statunitensi. Nel 1995 la donna venne rapita ed uccisa.

### Cast
- Madalyn Murray O'Hair, interpretata da Melissa Leo, è un'attivista atea.
- David Waters, interpretato da Josh Lucas, è un ex manager dell'associazione Atei americani ed ideatore del rapimento a scopo di lucro di Madalyn.
- Jon Garth Murray, interpretato da Michael Chernus, è il figlio minore di Madalyn.
- Gary Karr, interpretato da Rory Cochrane, è uno dei rapitori e assassini di Murray O'Hairs.
- William J. "Billy Boy" Murray, interpretato da Vincent Kartheiser, è il figlio maggiore di Madalyn, che in età adulta si converte al cristianesimo.
- Lena Christina, interpretata da Sally Kirkland, è la madre di Madalyn.
- Jack Ferguson, interpretato da Adam Scott, è il giornalista che per primo dà credito all'ipotesi del rapimento.
- Robin Murray O'Hair, interpretata da Juno Temple, è la nipote di Madalyn (figlia del primogenito Bill).
- Danny Fry, interpretato da Alex Frost, è uno dei rapitori di Murray O'Hairs, ucciso dai complici Waters e Karr.
- Roy Collier, interpretato da Brandon Mychal Smith, è il braccio destro di Madalyn nell'associazione Atei americani e tra i primi ad accorgersi del rapimento.
- Bob Harrington, interpretato da Peter Fonda, è un reverendo e pastore cristiano che ha fatto dei dibattiti pubblici con Madalyn per denaro.
- John Mays, interpretato da Ryan Cutrona, è il padre di Madalyn con il quale lei ha avuto una relazione tesa.
- Mrs. Lutz, interpretata da Anna Camp, è la maestra di scuola del giovane William Murray che dirige gli studenti nelle preghiere in classe.

## Produzione
L'8 luglio 2015 è stato riferito che Netflix avrebbe finanziato e pubblicato The Most Hated Woman in America, un film drammatico sulla vita di Madalyn Murray O'Hair. L'opera sarebbe stata diretta da Tommy O'Haver. Nel marzo 2016, Peter Fonda, Sally Kirkland, Rory Cochrane, Josh Lucas, Adam Scott, Juno Temple, Vincent Kartheiser, Anna Camp, Michael Chernus e Alex Frost si sono uniti al cast.
Il 24 marzo 2016 è stato riferito che la donna più odiata d'America aveva iniziato le riprese nella settimana precedente.

## Distribuzione
Il film è stato presentato in anteprima mondiale a South by Southwest il 14 marzo 2017. È stato rilasciato il 24 marzo 2017 su Netflix.

## Accoglienza

### Critica
La donna più odiata d'America ha ricevuto recensioni contrastanti da parte di critici cinematografici. Ha un punteggio di approvazione del 44% sul sito web di Rotten Tomatoes, basato su 16 recensioni, con una media ponderata di 4,6 / 10. Su Metacritic, il film ha una valutazione di 41 su 100, basata su 6 critici, che indicano "recensioni medie".
Peter Debruge di Variety ha dato al film una recensione negativa, scrivendo: "Ti aspetti che sia un po' meglio del tuo film TV medio, mentre non lo è".